# Greenville Grrrowl
Die Greenville Grrrowl waren ein US-amerikanisches Eishockeyfranchise aus Greenville, South Carolina. Die Spielstätte der Grrrowl war das BI-LO Center.

## Geschichte
Das Franchise wurde im Jahr 1998 gegründet und nahm seinen Spielbetrieb in der East Coast Hockey League auf. Cheftrainer wurde John Marks, der in seiner aktiven Karriere in der NHL bei den Chicago Blackhawks spielte. In ihrer ersten Saison verpassten die Grrrowl die Play-offs und belegten den letzten Rang der Southeast Division. In der darauffolgenden Spielzeit erreichte die Mannschaft mit 98 Punkten in der regulären Saison einen Rekord für das Franchise und erreichte souverän die Play-offs. Nachdem die Mobile Mysticks besiegt wurden, scheiterte Greensville in den Conference Finals gegen die Louisiana IceGators. Die folgenden zwei Saisons waren von sehr unterschiedlichen Erfolg geprägt, während die Grrrowl in der Spielzeit 2000/01 knapp die Playoffs verpassten, gelang ihnen ein Jahr später mit dem Gewinn der Southeast Division ein größerer Erfolg. In den Playoffs besiegten die Grrrowl nacheinander die Florida Everblades, Pee Dee Pride und Mississippi Sea Wolves und schafften den Einzug in die Finalspiele um den Kelly Cup. Mit 4-0 Siegen über die Dayton Bombers errangen die Grrrowl erstmals den Kelly Cup. In den darauffolgenden Spielzeiten konnte nicht mehr an diesen Erfolg angeknüpft werden und die Grrrowl kamen in den Play-offs nicht mehr über die zweite Runde hinaus. Im Juni 2006 wurde das Franchise, nachdem keine Investoren gefunden wurden, aufgrund finanzieller Probleme aufgelöst.

## Team-Rekorde

### Karriererekorde
Spiele: 319  Colin Pepperall
Tore: 101  Colin Pepperall
Assists: 150  Colin Pepperall
Punkte: 251  Colin Pepperall
Strafminuten: 573  Eric Van Acker

## Bekannte Spieler
- Zdeněk Blatný
- Brad Bonello
- Alexandre Burrows
- Vratislav Čech
- Simon Gamache
- Carl Mallette
- Tomáš Micka
- Tyler Mosienko
- Brock Radunske
- Jonathan Roy
- Vladimír Sičák
- Tim Sestito
- Martin St. Pierre
- Jan Vodrážka

### Gesperrte Trikotnummern
- 36 – Nick Vitucci